# 픽시스
픽시스(Pixies)는 미국의 얼터너티브 록 밴드다.
1986년 매사추세츠주 보스턴에서 결성. 결성당시의 성원은 블랙 프랜시스, 조이 산타아고, 킴 딜, 데이비드 로버링. 1993년 격한 불화 끝에 해산되었지만, 2004년 재결성. 이후 2013년 킴 딜의 탈퇴 후 킴 섀턱을 베이시스트로 고용. 그리고 그해 다시 파즈 렌천틴으로 재교체했고 2016년 이후 정식 멤버로 활동하고 있다.
1990년대의 얼터너티브 록의 대유행에 일조했으며 펑크 록과 서프 록을 섞은 듯한 음악성이 특징. 아울러 "시끄럽다가 조용해지는" 다이나믹한 음조 및 곡 구조가 또한 특징. 픽시스의 작곡은 주로 블랙 프랜시스가 맡아 한다. 외계, 근친상간, 성서적 폭력 등 이색적 소재를 다루는 것이 그의 작곡의 특징. 정작 주무대였던 미국에서는 잠잠했던 데 반해 유럽에서는 꽤 인기를 모았다. 영향이 불어넣어진 밴드로는 너바나, 라디오헤드, 스매싱 펌킨스, 위저 등. 픽시스의 인기는 해산 이래로 쭉쭉 성장해서는 재결성될 당시의 월드 투어는 전석매진을 기록할 정도였다.

## 역사

### 형성기 (1986년)

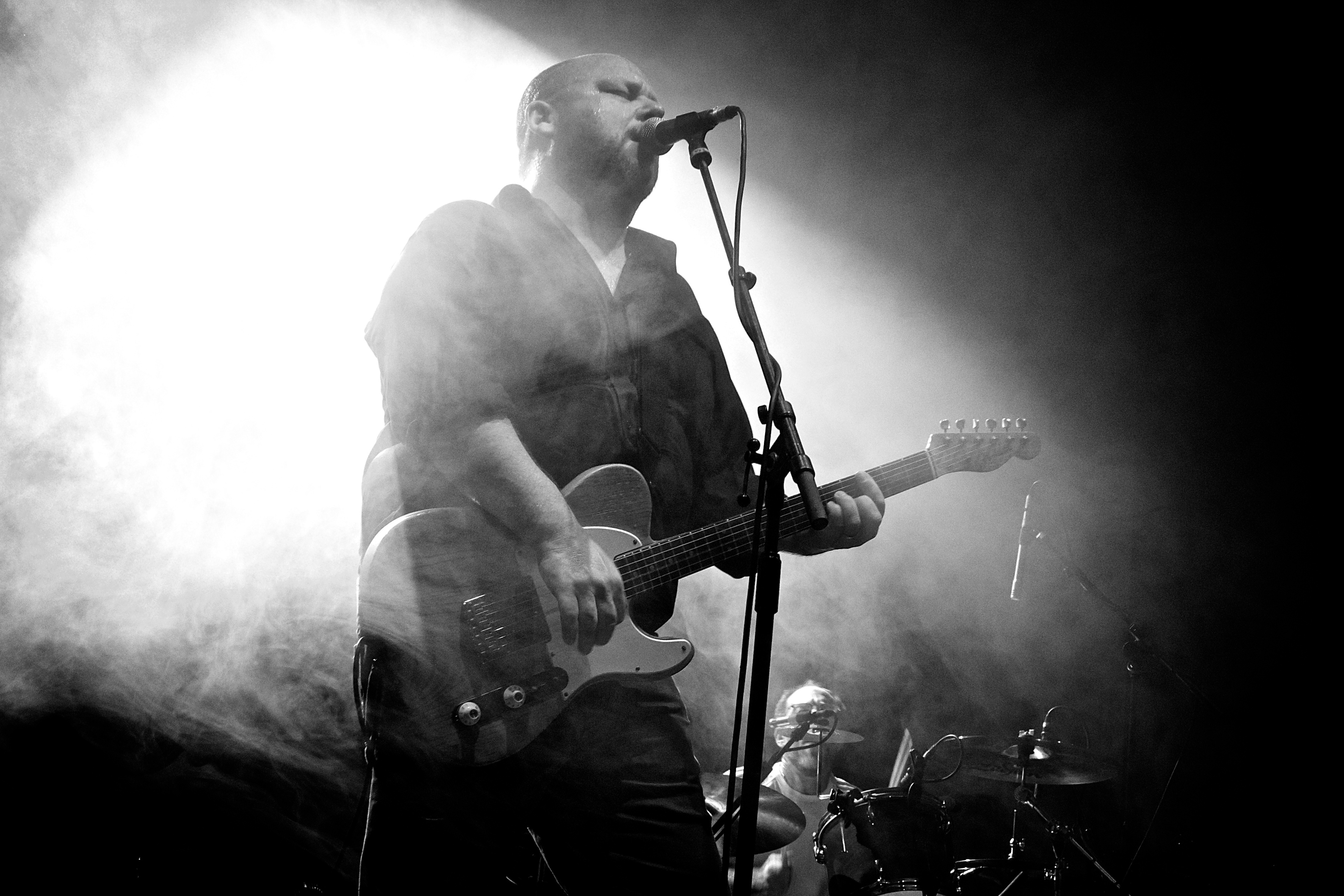
창단 멤버이자 주요 작곡가인 블랙 프랜시스

기타리스트인 조이 산티아고와 작곡가인 블랙 프랜시스는 매사추세츠 대학교 애머스트를 다닐 때 서로 옆집에 살았다. 산티아고는 프랜시스가 음악을 하는 것을 알게 되었고 종종 함께 합주를 하곤 했다. 그러다가 프랜시스는 스페인어를 배우려고 푸에르토리코에 교환 학생으로 갔었고 6개월 후 돌아와서 학교를 그만두었다. 프랜시스와 산티아고는 1984년 보스턴 지역의 창고에서 함께 일했고 프랜시스는 어쿠스틱 기타로 곡을 만들며 전철에서 가사를 썼다.
이 둘은 1986년 1월 밴드를 만든다. 그리고 2주 후 프랜시스는 베이시스트를 찾는 광고를 내었는데 포크음악인 피터, 폴 앤 메리와 얼터너티브 록 밴드인 휘스커 뒤(Hüsker Dü) 둘 다를 좋아하는 사람을 구했다. 유일하게 광고에 응답했던 이가 킴 딜이었는데 오디션에 베이스 기타도 안가져왔을 뿐 아니라 아예 연주해 본 적도 없었다. 프랜시스가 쓴 곡들을 좋아했던 그녀는 일단 밴드에 받아들여졌다. 그리고 베이스 기타를 구하고 나서 이들은 킴 딜의 아파트에서 리허설을 하기 시작했다.
킴 딜은 자신의 자매인 켈리 딜에게 보스턴으로 오는 비행기표를 사주며 밴드의 드러머로 오디션을 보라고 했다. 프랜시스는 좋다고 했지만 켈리는 드럼 연주에 그리 자신이 없었고 그보다는 킴이 만든 노래를 연주하는데 더 관심이 있었다. 결국 켈리는 나중에 킴이 만든 밴드 브리더스에 합류한다. 한편 킴의 남편은 결혼 피로연에서 만난 적이 있던 데이비드 러버링을 섭외하면 어떻겠냐고 제안하면서 밴드는 결성된다. 밴드의 이름은 산티아고가 사전에서 무작위로 뽑은 단어로 글자 조합의 모양새와 "장난꾸러기 작은 요정"이라는 뜻이 맘에 들어 정했다. 픽시스는 이후 1986년 중반쯤 연습 장소를 러버링 부모 집의 차고로 옮기고 보스턴 지역에서 술집에서 공연을 하기 시작했다.

### <Come on Pilgrim> (1987년)
픽시스는 쓰로잉 뮤지스(Throwing Muses)와 함께 공연을 하다가 제작자 개리 스미스를 알게 되었는데 그는 이 밴드가 전세계적으로 유명해질 때까지 자신은 잠도 안자고 일하겠다고 했다. 곧 이들은 17곡의 데모를 만들었는데 테이프의 커버가 보라색이었기에 팬들은 이를 <Purple Tape>이라 부르고 있다. 프랜시스의 아버지가 1,000 달러를 투자했고 녹음 작업은 3일만에 마무리되었다. 지역에서 공연 섭외를 하던 켄 고스가 밴드의 매니저가 되었고 그는 데모를 인디 레코드 레이블인 4AD의 사장인 이보 와츠-러셀에게 건네 준다. 와츠-러셀은 이들이 너무 평범한 록앤롤 밴드라고 느꼈고 그냥 넘기려 했는데 여자 친구의 설득으로 계약을 맺게 된다.
4AD와 계약한 후 <Purple Tape>에서 뽑은 8곡으로 미니 LP <Come on Pilgrim>을 만들었고 이것이 픽시스의 첫 발매곡들이었다. 프랜시스는 푸에르토리코에 있던 경험을 바탕으로 "Vamos"와 "Isla de Encanta"를 썼는데 스페인어를 섞어서 그곳의 빈곤을 묘사했다. 그리고 <Come on Pilgrim>에 담긴 종교적인 가사들은 그의 부모가 오순절 교회에서 거듭난 기독교인으로 신앙 생활을 하던 시절을 기반으로 했다. 음악 평론가인 해더 파레스는 이 곡들 가운데서 성적 좌절("I've Been Tired"), 근친 상간("Nimrod's Son"과 "The Holiday Song")과 같은 주제들을 찾을 수 있다고 했다.

### <Surfer Rosa>와 <Doolittle> (1988–1989년)
<Come on Pilgrim>에 이은 픽시스의 정규 앨범 <Surfer Rosa>는 2주만에 만들어져서 1988년 초에 발매되었다. 이 앨범으로 픽시스는 유럽에서 인기를 얻으며 <멜로디 메이커>와 <사운즈>에서 주는 "이 해의 앨범"에 뽑히게 된다. 미국에서도 평은 긍정적이었으나 그리 야단법석을 떨지는 않았는데 이런 기조는 픽시스의 활동 내내 대부분 유지된다. 이 앨범은 2005년이 되어서야 미국에서 골드 음반을 달성했다. 앨범 발매 이후 이들은 쓰로잉 뮤지스의 유럽 투어에 합세하여 런던에서부터 공연을 펼쳤고 네덜란드에서는 이미 유명해져서 미디어의 주목을 받으며 인기 몰이를 했다. 이 투어에서는 재미로 곡들을 알파벳 순으로 연주하기도 했다.
픽시스는 미국 유통을 위해 메이저 레코드 레이블인 엘렉트라와 계약을 맺는다. 그리고 이 시기에 영국 제작자인 길 노턴을 만나게 되고 그가 두 번째 정규 앨범 <Doolittle>의 제작을 맡아 1988년 마지막 6주간에 걸쳐 녹음을 했는데 이전 앨범들의 거친 사운드에서 탈피하게 된다. <Doolittle>의 사운드는 더 깨끗해 졌는데 이는 제작자 노턴과 제작비로 받은 4만 달러가 큰 몫을 했다. 이는 이전 앨범인 <Surfer Rosa>의 네 배가 되는 금액이었다. 싱글 "Here Comes Your Man"은 그동안 픽시스의 음악과는 좀 다른 말쑥하고 팝 같은 곡이었다. 미국 얼터너티브 라디오에서는 "Monkey Gone to Heaven"을 많이 틀어주었는데 빌보드 모던 록 차트에서 10위에 올랐곡 영국에서는 100위 안에 진입했다. <Surfer Rosa>와 같이 <Doolittle>도 팬들과 평론가들 모두에게 환영받았다. <Doolittle> 앨범으로 픽시스는 처음으로 빌보드 200 차트에 들어섰고 98위까지 올랐고 영국에서는 더욱 인기가 있어 앨범 차트 8위에 올랐다.

### 휴지기 (1989–1990년)
<Doolittle> 앨범 이후 킴 딜과 프랜시스 사이의 갈등이 표출되기 시작했고 (예를 들어 공연 중 프랜시스는 기타를 킴에게 던지기도 했다) 프랑크푸르트에서는 킴이 공연을 거부하면서 거의 밴드에서 쫓겨날 뻔하기도 했다. 산티아고는 모조와의 인터뷰에서 킴에 대해 매우 고집이 세며 자신의 곡들을 앨범에 집어넣고 싶어했고 또 자신의 세계를 더 펼치고자 하는 야망이 있었다고 했다. 결국 킴은 프랜시스가 보컬이며 밴드의 음악적 방향에 주도권을 쥐고 있음을 인정했지만 프랑크푸르트의 사건 이래 이 둘은 서로 거의 말을 섞지 않게 되었다. <Doolittle> 이후 미국 투어에서 이들은 매우 지쳤고 멤버들 간의 다툼은 그치지 않았다. 뉴욕에서 투어 마지막 날 너무 지친 나머지 투어 쫑파티에도 참가하지 않고 곧이어 휴지기를 선언했다.
이 시기에 산티아고와 러버링은 휴가를 떠났고 프랜시스는 짧은 솔로 투어를 가지면서 개스비를 벌어 미국 횡단 여행을 했다. 딜은 쓰로잉 뮤지스의 탄야 도넬리와 퍼펙트 디재스터의 조세핀 윅스를 베이스로 하여 브리더스라는 새로운 밴드를 만들었고 이들의 데뷔 앨범 <Pod>가 1990년 발매되었다.

### <Bossanova>와 <Trompe le Monde> (1990–1992년)

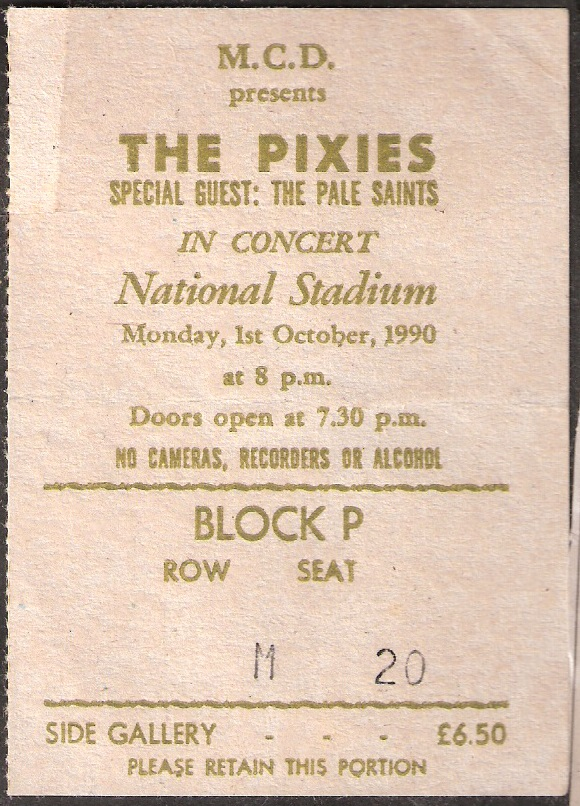
1990년 10월 1일, 픽시스 공연 티켓

1990년 멤버들은 킴 딜이 로스앤젤레스로 이사할 것으로 생각하고 있었다. 러버링과 산티아고 프랜시스는 이미 이사를 했는데, 그곳에 녹음 스튜디오가 있었기 때문이다. 이전 앨범들과는 다르게 이번에는 연습할 수 있는 시간이 좀 있었고 블랙 프랜시스는 대부분의 곡들을 스튜디오에서 썼다. 싱글 "Velouria"와 "Dig for Fire" 등을 담은 앨범 <Bossanova>는 미국에서 70위에, 그리고 이와 대조적으로 영국에서는 3위까지 올라갔다.
픽시스는 투어를 진행하는 와중인 1991년 <Trompe le Monde> 앨범을 출시했는데 이것이 1차 해체 이전 나온 마지막 앨범이 되었다. 같은 해 픽시스는 레너드 코언 헌정 앨범 <I'm Your Fan>에서 "I Can't Forget" 리메이크로 참여했다. 그리고 투어를 이어갔는데 유럽에서는 스타디움에서, 미국에서는 비교적 작은 공연장에서 진행되었다. 또한 U2의 1992년 투어에 참여하기도 했다. 멤버들 간의 갈등은 고조되었고 그 해 말 픽시스는 안식년을 갖기로 하고 각자의 프로젝트에 집중하게 된다.

### 해체와 솔로 프로젝트들 (1993-2003년)
1993년 초, 블랙 프랜시스는 BBC 라디오 5와 와 인터뷰하며 픽시스는 이제 끝났다고 했는데 다른 멤버들과의 상의는 없던 상태였다. 그는 당시 아무 해명도 하지 않았다. 그리고 이후 산티아고에게는 전화로 연락하고 딜과 러버링에게는 팩스로 통보했다.
해체 이후 멤버들은 각자의 프로젝트들을 시작했다. 블랙 프랜시스는 이름을 프랭크 블랙으로 바꾸고 몇 장의 솔로 앨범을 냈다. 여기에는 플랭크 블랙 앤드 더 캐톨릭스의 앨범들도 포함된다. 킴 딜은 이전에 시작한 프로젝트인 브리더스로 돌아와 1993년 히트곡인 "Cannonball"이 담긴 플래티넘 앨범 <Last Splash>를 만들었고 이후 수년에 걸쳐 몇 장의 앨범을 더 냈다. 또한 앰프스라는 밴드도 잠깐 하면서 한 장의 앨범을 냈다.
산티아고는 프랭크 블랙의 솔로 앨범들 담긴 다수의 곡들에서 리드 기타를 연주했고 그 외에도 여러 아티스트들의 작업에 참여했다. TV 드라마인 <언디클레어드> 음악이나 영화 <살인을 꿈꾸는 아이들>의 주제가를 만들기도 했다. 그리고 아내 린다 말라리와 함께 마티니스라는 이름으로 2004년 <Smitten>이란 앨범을 냈으며 같은 해 소설가이자 음악가인 찰스 더글라스의 앨범 <Statecraft>에 리드 기타로 참여했다. 한편 러버링은 마술사로 변신하여 "과학적 현상주의"라고 자신이 명명한 스타일의 마술들을 선보였다. 그는 잠시 마티니스에도 합류하였으며 크랙커라는 밴드에서 드럼을 연주하기도 했다.
4AD와 엘렉트라 레코드는 계속해서 픽시스의 음반을 출시했는데 베스트 앨범인 <Death to the Pixies>(1997년), 필 세션 모음집인 <Pixies at the BBC>(1998년)과 <Complete 'B' Sides>를 냈고 2002년에는 17곡 짜리 최초의 데모 테이프가 <Pixies, on Cooking Vinyl>이란 제목의 EP로 출시되었다. 블랙도 위의 레이블들을 통해 솔로 앨범과 캐톨릭스와의 앨범들을 출시했다.

### 재결합 (2003-2012년)

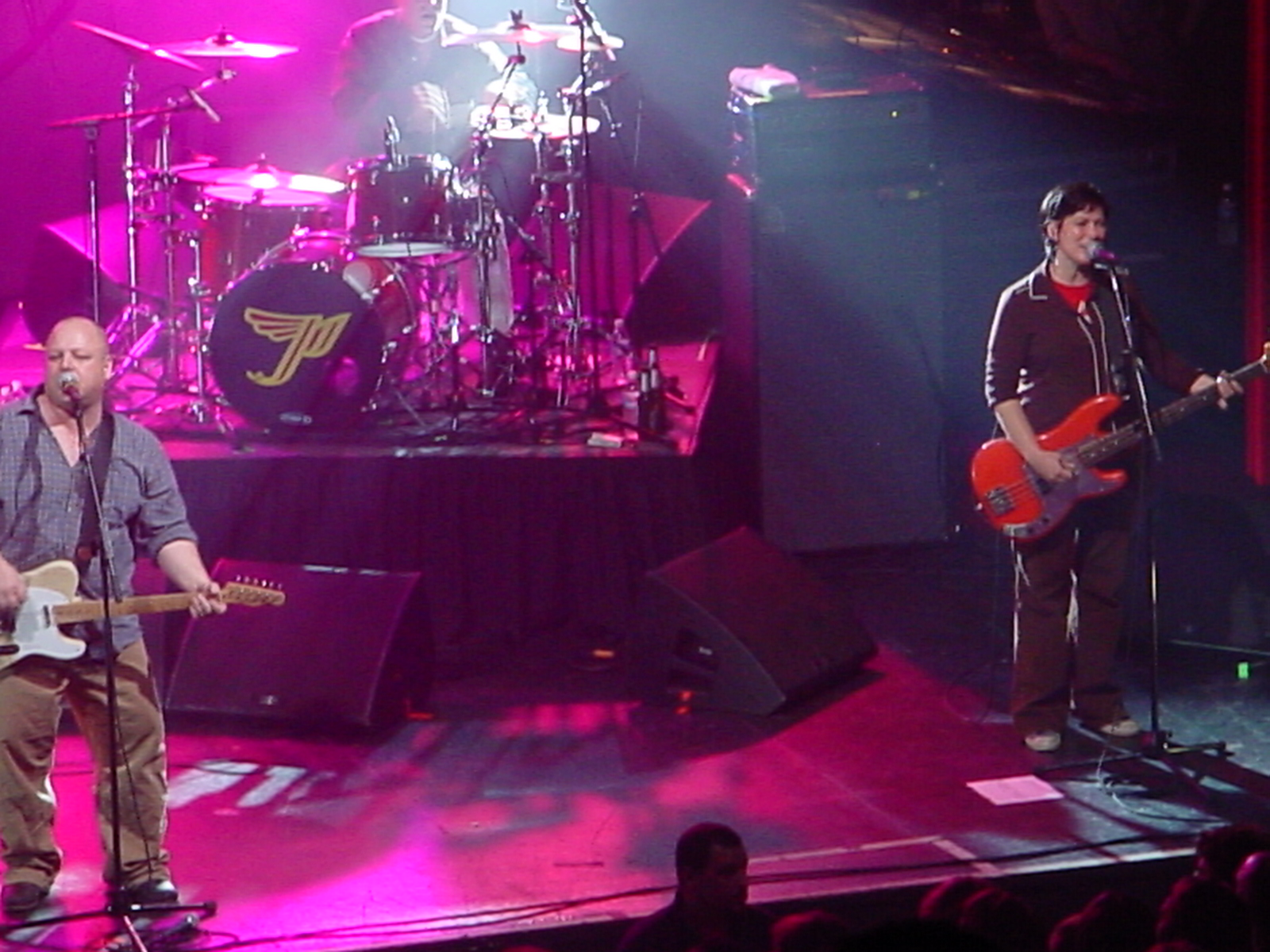
2004년 10월 1일 캔사스 시티에서 공연 중인 픽시스. (좌에서 우로: 프랭크 블랙, 데이비드 러버링, 킴 딜)

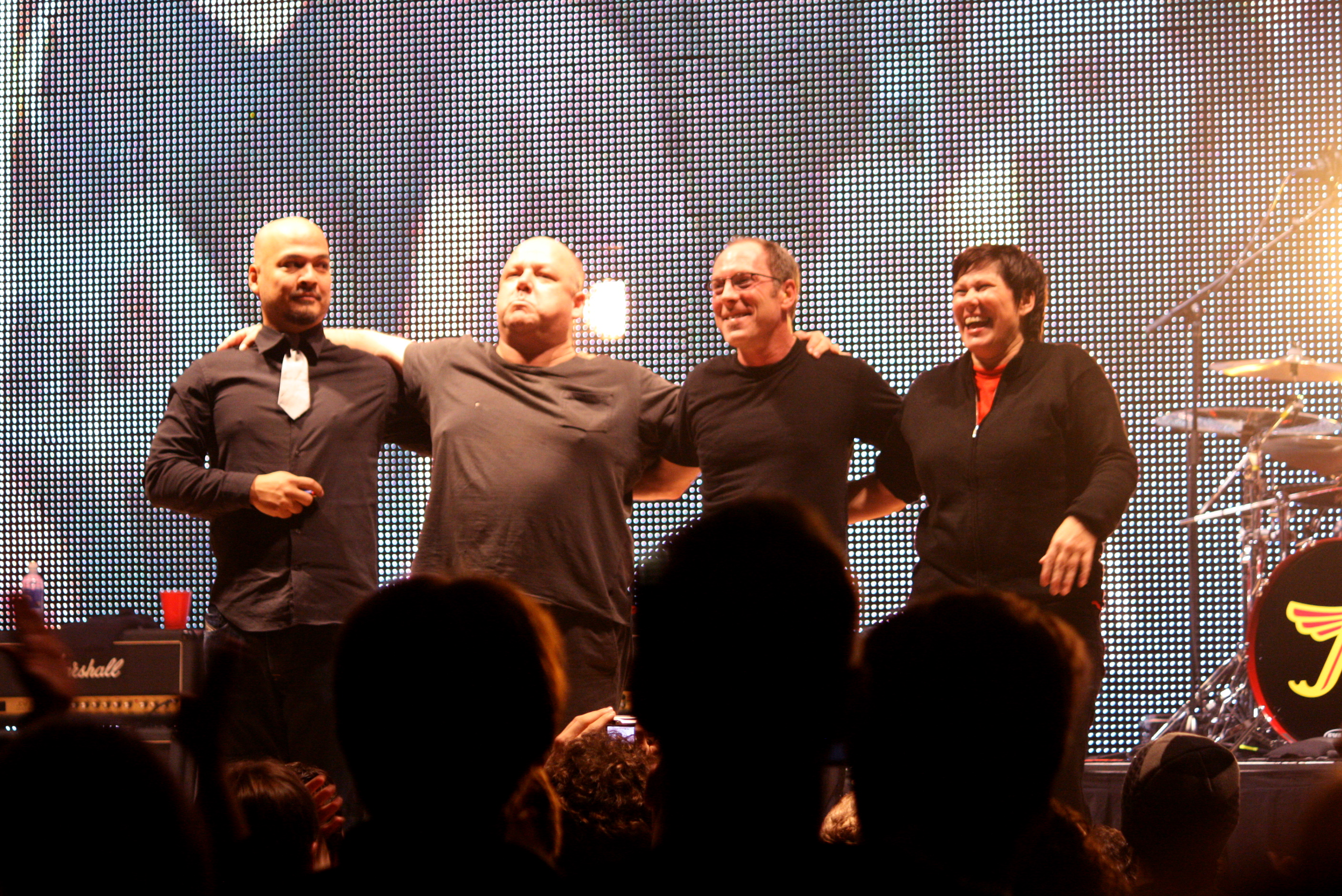
2009년 픽시스

픽시스 해체 이후 블랙은 재결합에 대한 소문을 부정해 왔으나 캐톨릭스와 공연할 때면 픽시스의 곡들을 다수 포함시키곤 했으며 산티아고와도 그의 솔로 작업들에 참여해 왔고 러버링의 마술쇼를 자신의 공연 오프닝으로 초청하기도 했다. 그러다 2003년, 멤버들 간에 통화들이 있었고 조용히 리허설을 시작하면서 조만간 재결합을 하기로 결정하였다. 2004년 2월에 투어 계획이 발표되었고 티켓들은 그야말로 수 분 내에 매진되었다.
픽시스의 재결합 공연은 2004년 4월 13일 미네소타주 미니애폴리스의 파인 라인 뮤직 카페에서 문을 열었다. 이어 미국과 캐나다에서 워밍업 투어를 가진 이후 2004년 대부분을 브라질, 유럽, 일본, 미국 투어로 보냈다. 2004년 재결합 투어는 1천4백만 달러 어치의 티켓을 판매했다.
2004년 6월, 픽시스는 신곡 "Bam Thwok"을 아이튠즈를 통해 독점 발매했고 이는 영국 공식 다운로드 차트에서 1위에 올랐다. 4AD는 베스트 모음집 <Wave of Mutilation: The Best of Pixies>와 함께 DVD를 출시했다.

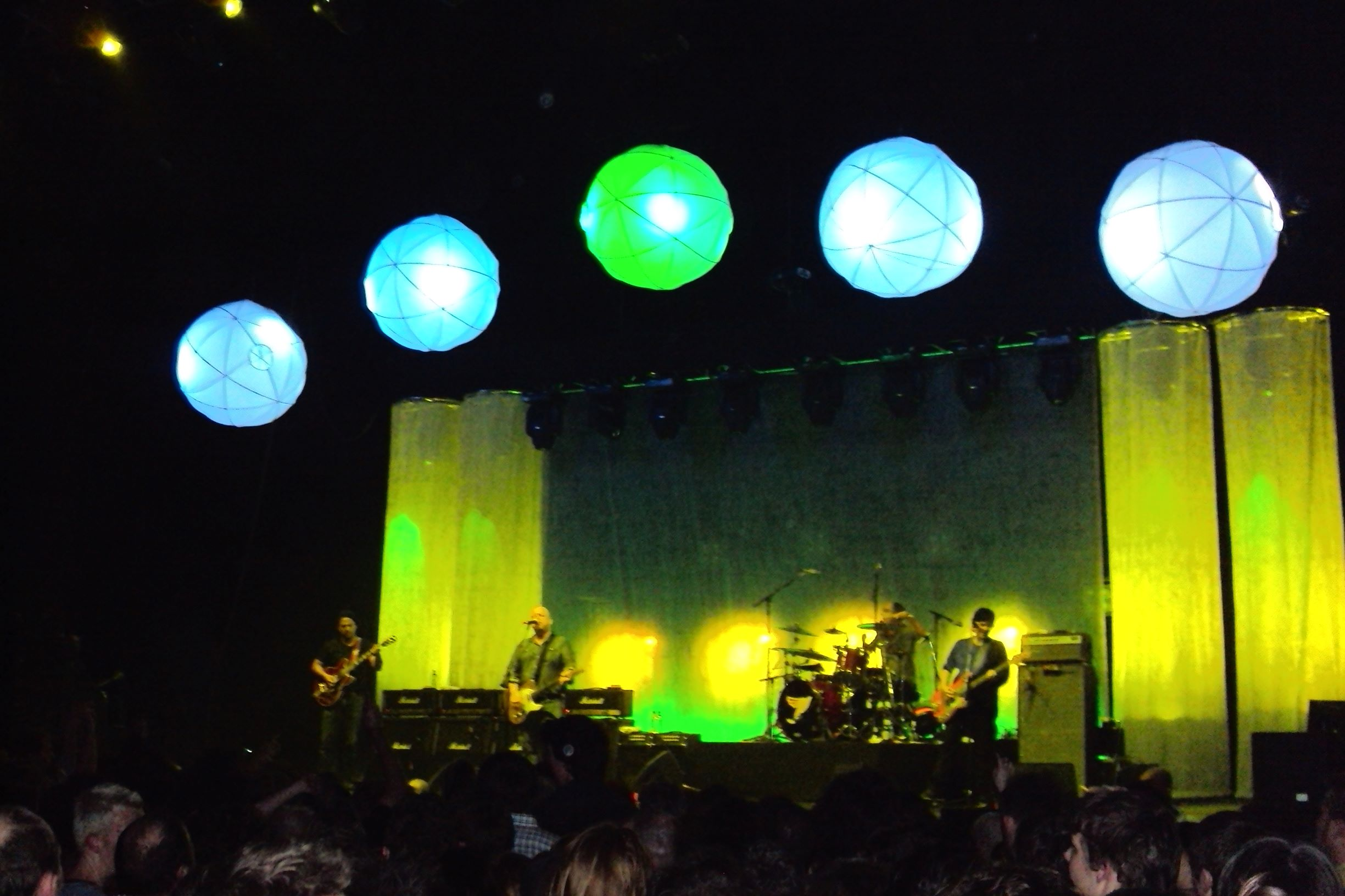
2010년 뉴질랜드 크라이스트처치에서 공연 중인 픽시스

2005년 픽시스는 롤라팔루자와 뉴포트 포크 페스티발 등에 참여하며 2006년과 2007년에 걸쳐 계속 공연을 벌이고 처음으로 호주에서도 공연을 가졌다. 프랜시스는 새 앨범이 가능하기는 하지만 킴 딜이 주저하면서 아마 힘들 수도 있다고 했다.
<Doolittle> 앨범 20주년을 맞아 픽시스는 앨범 전곡과 함께 B-사이드 곡들을 연주하며 2009년 10월 투어를 개시했다. 유럽에서 시작된 투어는 미국에서 이어졌고 이후 2010년에 남미, 호주, 뉴질랜드, 유럽 각국을 거쳐 다시 북미에서 마감되었다.

### 킴 딜의 탈퇴와 <Indie Cindy> (2013-2015년)

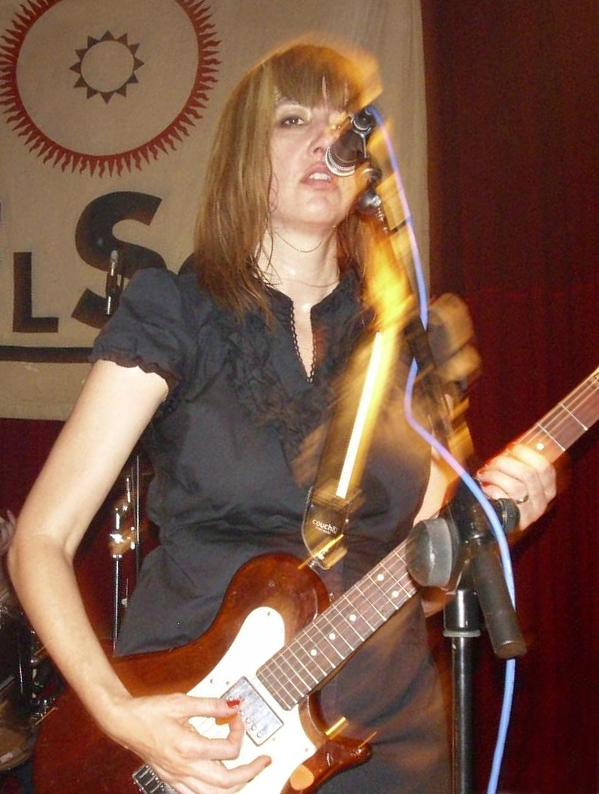
2013년 잠시 합류했던 킴 샤턱 (사진은 2009년 모습)

2013년 6월 14일 픽시스는 킴 딜이 밴드를 떠났다고 발표했다.
2013년 7월 픽시슨는 킴 딜의 자리에 머프스와 판도라스의 기타리스트이자 보컬인 킴 샤턱이 합류하여 2013년 유럽 투어를 함께 한다고 발표했다. 9월에는 새로운 곡들을 담은 EP <EP1>이 출시되었고 11월에는 샤턱이 밴드로부터 해고되었다고 밝혔고 12월에는 2014년 투어를 위해 엔트랜스 밴드와 퍼펙트 서클의 베이시스트인 파스 렌찬틴이 합류한다고 발표했다. 2014년 1월, 두 번째 EP인 <EP2>를 통해 더 많은 신곡들을 선보였고 싱글 "Blue Eyed Hexe"가 라디오 전파를 탔다. 그리고 <EP3>과 <EP4>가 3월에 나왔다.
2014년 4월, 세 장의 EP는 <Indie Cindy>라는 제목을 가지고 LP 포맷의 하나의 앨범으로 출시되었다. 이는 20년만에 나온 픽시스의 앨범이다. 2015년 픽시스는 로버트 플랜트의 북미 투어에 참여했다.

### <Head Carrier>와 <Beneath the Eyrie> (2016–2020년)
2016년 7월, 픽시스는 파스 렌찬틴이 정식 멤버가 되었다고 발표하며 이어 여섯 번째 앨범 <Head Carrier>를 발표했으며 2019년에 일곱 번째 앨범 <Beneath the Eyrie>가 나왔다. 2022년 2월 블랙 프랜시스는 다음 앨범을 위해 40곡을 써놓았다고 했고 3월에 싱글 <Human Crime>을 발표했다.

## 음악 스타일
픽시스는 서프 록과 펑크 록의 요소들을 도입하였고 특히 강약의 대비를 효과적으로 사용했다. <스핀> 매거진은 "서프 음악과 스투지스의 만남으로 중간에 곡을 멈추거나 조요함과 시끄러움을 잘 조합했다"고 평했다. 또 이들의 음악은 "서프 음악과 펑크 록의 비정통적 결합으로... 블랙의 곤두선 듯한 가사와 쭈뼛거리는 고양이 소리같은 보컬, 킴 딜의 속삭이는 듯한 하모니와 벌처럼 쏘는 베이스 라인, 조이 산티아고의 섬세한 기타, 데이비드 러버링의 지속적인 울컥거림의 드럼으로 특징된다"고 묘사되기도 했다. 이들의 음악은 극단적인 강약 대비로 특징지어지는데 이에 대해 프랜시스는 1991년에 "이는 록 음악의 두 가지 기본 요소다... 꿈결 같은 면과 때려부수는 면. 땀범벅이 되거나 편안하게 기대 앉은 쿨한 요소 둘 뿐이다. 우리는 강약을 표현하려 했는데 사실상 이는 일종의 바보들의 강약이다. 그것 말고는 우리가 할 수 있는게 없다. 우리는 시끄럽거나 조용하게만 연주할 수 있다. 단지 그뿐이다"라고 했다.

### 영향
픽시스는 다양한 아티스트와 장르에서 영향을 받았다. 각 멤버들의 음악적 배경도 다양하다. 픽시스를 위한 곡을 처음으로 쓰기 시작할 당시 프랜시스는 휘스커 뒤, 캡틴 비프하트, 이기 팝의 노래만을 들었다고 한다. 그리고 <Come on Pilgrim> 앨범을 만들 즈음에는 R.E.M.의 앨범 <Murmur>를 엄청 많이 들었는데 그는 이 앨범이 자신의 작곡에 있어 "엄청난 영향"을 주었다고 했다. <Doolittle> 앨범 제작 당시에는 비틀즈의 <White Album>을 많이 들었다. 그는 또한 자신의 압축된 작곡 스타일의 모델로 버디 홀리를 들었다. 그는 16살이 되어서야 펑크 음악을 접하게 되었고 그것을 좋아하게 되었다. 어린 시절에는 주로 60년대 음악들과 종교 음악, 에머슨, 레이크 & 파머 ... 토킹 헤즈, 등등이다.
산티아고는 블랙 플래그을 비롯한 70-80년대 펑크 음악을 즐겨 들었드며 그 외에 데이비드 보위와 티렉스도 좋아했다. 그에게 영향을 준 기타리스트로는 지미 헨드릭스, 레스 폴, 웨스 몽고메리, 로 리드, 조지 해리슨 등이 있다. 킴 딜의 음악적 배경은 포크 음악과 컨트리 음악이었다. 십대 시절 자매와 함께 컨트리-포크 밴드를 만들기도 했고 에벌리 브라더스나 행크 윌리엄스의 곡들을 불렀다. 그 외에 킴 딜은 XTC, 갱 오브 포, 엘비스 코스텔로의 음악을 들었다. 러버링은 밴드 러시의 팬이다.
픽시스에게 영향을 준 것들 중에는 영화도 있다. 프랜시스는 초현실주의적 영화인 <이레이저 헤드>와 <안달루시아의 개>에서 영향을 받았다고 했다. 덧붙여 그는 초현실주의 소설을 읽을 만큼 인내심은 없지만 영화는 그보다는 보기가 쉽다고 했다.

### 작곡과 보컬
대부분의 픽시스의 곡들은 블랙 프랜시스가 쓰고 노래했다. 평론가인 스티븐 토마스 얼와인은 프랜시스의 곡에 대해 "우주, 종교, 섹스, 신체 훼손, 대중 문화에 대한 괴상한 조각들"이라고 표현했다. <Doolittle>의 "Dead"와 "Gouge Away" 같은 곡들은 성경의 폭력에 대해 다루고 있는데 <멜로디 메이커>와의 인터뷰에서 그는 "이들은 구약 성경에 나오는 인물들이고 나는 그들에게 사로잡혀 있다. 왜 그런지는 나도 잘 모르겠다"고 했다. 또한 프랜시스는 <Come on Pilgrim>의 수록곡인 "Caribou"는 환생에 관한 것이라고 했고 <Bossanova> 앨범의 다수의 곡들에서는 외계인에 대한 내용들이 있다.
킴 딜은 <Doolittle>에 담긴 곡 "Silver"를 프랜시스와 함께 썼고 하모니와 보컬을 번갈아 불렀다. <Surfer Rosa>의 "Gigantic"도 그렇다. 이 곡은 존 머피 부인이 쓴 것으로 되어있는데 이는 당시 그녀가 결혼한 상태이기도 했고 일종의 페미니스트 농담이었다고 한다. 한편 2004년에 나왔던 디지털 싱글 "Bam Thwok"은 킴 딜이 혼자 썼다. 그녀가 보컬을 맡았던 곡으로는 "Into the White"과 닐 영의 곡을 리메이크한 "Winterlong"이었는데 둘 다 B-사이드 곡이었다. 러버링은 <Doolittle>의 "La La Love You"와 B-사이드 곡인 "Make Believe"를 불렀다.

## 음악적 유산
픽시스의 첫 앨범 <Sufer Rosa>는 골드 레코드를, <Doolittle>은 백만장 이상을 판매하여 플래티넘을 받았고 1990년대에 걸쳐 특히 다수의 얼터너티브 록 뮤지션들에게 영향을 끼쳤다. <Come on Pilgrim>의 제작을 맡았던 개리 스미스는 다음과 같이 말한다: 
나는 벨벳 언더그라운드의 앨범들을 구입한 이들이 많지는 않지만 샀던 이들은 모두 밴드를 시작했다는 이야기를 들은 적이 있다. 내 생각에는 픽시스도 그렇다. 이들의 비밀 무기는 그리 비밀이라고 할 수 없었고 얼마 안 있어 모든 종류의 밴드들이 대비적인 강약을 차용했고 "Smells Like Teen Spirit"이 차트를 뚫고 올라가면서 이는 일종의 새로운 팝 공식이 되었다. 너바나의 멤버들도 그 곡은 마치 픽시스의 노래와 같다고 했을 정도였다.
사운드 면에서 픽시스는 극단적인 강약과 스톱-스타트 타이밍을 얼터너티브 록에 불어넣었다. 픽시스의 곡들은 조용하고 절제된 구절들과 폭발적이고 울부짖는 코러스 구성으로 특징지어진다. 픽시스의 팬이거나 영향을 받았다고 하는 이들 중에는 데이비드 보위, 매트 노베스키, 라디오헤드, PJ 하비, U2, 너바나, 스트록스, 앨리스 인 체인스, 위저, 부시, 아케이드 파이어, 페이브먼트, 에버클리어, 킹스 오브 리언, 매튜 굿 등이 있다. U2의 보노는 픽시스에 대해 "미국의 위대한 밴드들 중 하나"라고 했고 라디오헤드의 톰 요크는 픽시스가 "내 삶을 바꾸었다"고 했다. 프랜시스와 산티아고가 대학생 시절 영향을 받았다는 보위는 "픽시스가 80년대 전반에 걸쳐 가장 설득력있는 음악을 만들었다"고 평했다.
커트 코베인이 너바나의 "Smells Like Teen Spirit"이 픽시스의 스타일을 의식적으로 따라했다고 했다는 이야기는 유명하다. 1994년 <롤링 스톤>과의 인터뷰에서 그는 "나는 최고의 팝송을 쓰려고 했고 사실 기본적으로 픽시스를 베끼다시피 했다. 그것은 인정해야 한다 (웃음). 내가 픽시스를 처음 들었을 때 나는 강한 유대감을 느꼈고 내가 그 밴드에 속했어야만 했다고 생각했다. 아니면 최소한 픽시스 커버 밴드에도 들어가야 겠다는 생각이었다. 우리는 부드럽고 조용하다가 시끄럽고 강력한 이들의 강약 스타일을 차용했다"고 했다. 코베인은 <Surfer Rosa>가 가장 중요한 음악적 영향력을 준 앨범 중 하나라고 했고 특히 자연스럽고 강력한 드럼 사운드에 감명을 받았는데 이는 스티브 알비니에게 공이 돌아가야 할 것이다. 알비니는 이후 너버나의 1993년 앨범 <In Utero>에 코베인의 요청으로 제작자로 참여하게 된다.

## 음반 목록
| 발매일자                                            | 음반명              | 유통사     | 순위               |
| --------------------------------------------------- | ------------------- | ---------- | ------------------ |
| 1987년 10월                                         | 《Come on Pilgrim》 | 4AD 레코드 |                    |
| 1988년 3월 21일                                     | 《Surfer Rosa》     | 4AD 레코드 |                    |
| 1989년 4월 17일(영국) 1989년 4월 18일(미국, 캐나다) | 《Doolittle》       | 4AD 레코드 | #8(영국) #98(미국) |
| 1990년 8월 13일                                     | 《Bossanova》       | 4AD 레코드 | #3(영국) #70(미국) |
| 1991년 10월 7일                                     | 《Trompe le Monde》 | 4AD 레코드 | #7(영국) #92(미국) |

## 구성원

### 현 멤버
- 블랙 프랜시스 (Black Francis) – 보컬, 리듬 기타, 어쿠스틱 기타 (1986–93년, 2004년-현재)
- 데이비드 러버링 (David Lovering) – 드럼, 퍼커션, 백보컬 (1986–93년, 2004년-현재)
- 조이 산티아고 (Joey Santiago) – 리드 기타, 백보컬 (1986–93년, 2004년-현재)
- 파즈 렌천틴 (Paz Lenchantin) – 베이스, 바이올린, 보컬 (2014년-현재)

### 전 멤버
- 킴 딜 (Kim Deal) – 베이스, 보컬 (1986–93년, 2004–13년)
- 킴 섀턱 (Kim Shattuck) – 베이스, 보컬 (2013년; 2019년 사망)